# Prypjatsümpfe

Der weitausladende Prypjat

Typische Sumpflandschaft in einem Gemälde von Schischkin (1890)

Die Prypjatsümpfe, nach dem Fluss Prypjat benannt, auch Polesische Sümpfe (nach der Landschaft Polesien), Pinskische Sümpfe (nach der Stadt Pinsk) oder Rokitnosümpfe (nach der Stadt Rokytne) genannt, sind eine Sumpflandschaft im Süden von Belarus und im Nordwesten der Ukraine.
Mit etwa 90.000 km² Fläche sind sie das größte Sumpfgebiet Europas um die Stadt Pinsk bzw. um den Prypjat (belarus. Prypiać) (zwischen Bug und Dnepr) und seine Nebenflüsse Horyn, Pina, Ubort, Stochid und Turija sowie den Unterlauf des Styr im südlichen Polesien. Die wichtigsten Städte sind Pinsk, Masyr, Prypiat, Rokytne und Tschernobyl.
Das Versumpfen entsteht durch das mangelnde Gefälle der Wasserläufe und dadurch, dass im Frühjahr die südlichen Zuflüsse viel früher auftauen als die nördlichen. Die ausgedehnten Sumpfflächen und die zahlreichen, in sumpfigen Tälern langsam dahinfließenden Zuflüsse erschweren die landwirtschaftliche Nutzung. Einzig die Holzwirtschaft hat sich durchgesetzt.

## Geschichte

### Erster Weltkrieg
Zu Beginn des Ersten Weltkriegs war das Gebiet in den Jahren 1915/16 zwischen der 4. Armee Österreich-Ungarns und dem 3. Armeekorps der Russischen Armee umkämpft, bevor die 2. Armee Österreich-Ungarns am Ort eintraf. Im weiteren Kriegsverlauf blieben die Sümpfe eines der wichtigsten geographischen Hindernisse an der Ostfront.

### Zweiter Weltkrieg
Die Region wurde von der Wehrmacht im Deutsch-Sowjetischen Krieg auch als Wehrmachtsloch bezeichnet, da es in dieser Region keine größeren deutschen Verbände gab. Zu Anfang dieses Krieges hatte Konrad Meyer das Kommando über den „Pripjet-Plan“ inne, der eine Besiedlung des Gebietes mit deutschen Kolonisten vorsah. Der Plan wurde jedoch gegen Ende 1941 von Hitler fallengelassen, der die Bildung von Staubstürmen befürchtete.
Im Juli 1941 befahl Heinrich Himmler die „systematische Durchkämmung in den Pripjet-Sümpfen“ östlich von Brest. SS-Sturmbannführer Gustav Lombard befehligte die Reitende Abteilung des SS-Kavallerie-Regiments 1. Seine Anweisung für die Durchsuchung der Gegend lautete: „Es bleibt kein männlicher Jude leben, keine Restfamilie in den Ortschaften“. Sein Abschlussbericht bilanzierte, „Weiber und Kinder in die Sümpfe zu treiben, hatte nicht den Erfolg, den er haben sollte, denn die Sümpfe waren nicht so tief, daß ein Einsinken erfolgen konnte“. Im Verlauf des Einsatzes ermordeten die SS-Soldaten unter Lombards Kommando mindestens 11.000 jüdische Männer, Frauen und Kinder sowie über 400 versprengte Rotarmisten. Im Winter 1943/44 fanden ebenfalls in diesem Gebiet Kämpfe statt. Insbesondere während des Einsatzes zur „Bandenbekämpfung“ beging die 8. SS-Kavallerie-Division zahlreiche Kriegsverbrechen, darunter die Ermordung von mehr als 14.000 Juden, sowjetischen Rotarmisten und Zivilisten.

### Nach dem Zweiten Weltkrieg
Nach ersten Überlegungen in der Zwischenkriegszeit wurde 1969 in der Sowjetunion ein Naturreservat von rund 615 km² Größe am Südufer des Prypjat zwischen den Nebenflüssen Szwiha und Ubort auf dem Gebiet der Weißrussischen SSR eingerichtet. Der Verwaltungssitz befand sich in Turau. Damit war das Gebiet formal für viele Arten der Nutzung vollkommen gesperrt und sollte insbesondere der Wissenschaft dienen. Allerdings wurde der Holzeinschlag bis zum Jahr 1975 genehmigt. Vor dem Hintergrund der von Leonid Iljitsch Breschnew von 1965 an vorangetriebenen Urbarmachung großer Wildnisgebiete sollte die Unterschutzstellung dieses Teils der Prypjatsümpfe einen gewissen Ausgleich schaffen. Jedoch handelte es sich bei gut einem Drittel des Reservats um Flächen, die im 19. Jahrhundert bereits einmal trockengelegt und mit Wald bepflanzt worden waren, später aber erneut vernässten. Insgesamt waren rund 80 % des Areals Wald und nur 15 % eigentliches Sumpfland.
1970 wurde eine Forschungsstelle zur wissenschaftlichen Arbeit in dem Reservat eingerichtet, deren Größe bis in die 1980er Jahre auf etwa 180 Mitarbeiter anwuchs. Von 1987 an wurden Wisente angesiedelt. Zum Ende der Sowjetunion erreichte die Herde eine Größe von schätzungsweise bis zu 30 Tieren und im Jahr 2017, nach mehreren Ansiedlungskampagnen von gebietsfremden Herden, 94 Tiere.
Im inzwischen unabhängigen Belarus wurde das Schutzgebiet im Jahr 1996 zum Nationalpark nach US-amerikanischem Vorbild erklärt. Allerdings wurden parallel von 1994 an verschiedene wirtschaftliche Nutzungen, darunter auch Landwirtschaft, in dem Areal genehmigt. Umfangreicher Straßenbau folgte. Von 1999 an begann die Nationalparkverwaltung selbst, die ökonomische Ausbeutung voranzutreiben und vereinigte mehrere Wirtschaftsbetriebe unter ihrer Führung. Neben Holzindustrie und Landwirtschaft wurde vor allem der Jagdtourismus ausgebaut und zu diesem Zweck unter anderem der Rothirsch wieder heimisch gemacht. Zudem wurde der Nationalpark in den 1990er Jahren auf rund 824 km² und bis zum Jahr 2012 auf 885 km² ausgeweitet. Sowohl in der Sowjetunion als auch in Belarus kam es wiederholt zu Konflikten zwischen der Holzindustrie, Wissenschaftlern und Umweltschützern über die Nutzung des Gebiets, wobei sich in der Regel und zunehmend nach dem Ende der Sowjetunion die wirtschaftlichen Interessen mit staatlicher Unterstützung durchsetzten.
Im Juli 2016 wurde das Biosphärenreservat Pripiatskoe Poles'e eingerichtet, das neben dem bisherigen Nationalpark auch das Sumpfgebiet Olmany umfasst und insgesamt rund 2130 km² misst. Dort sollen nun auch offiziell sowohl Naturschutz als auch wirtschaftliche Nutzung verfolgt werden.
Die Region ist auch durch die Nuklearkatastrophe von Tschernobyl im Jahr 1986 bekannt geworden. Sie sollte jedoch nicht mit der Geisterstadt Prypjat verwechselt werden.

### Russisch-ukrainischer Krieg
Beim Angriff Russlands auf die Ukraine 2022 erfolgte ein Teil des Vorstoßes durch die Pripjatsümpfe und damit auch durch das Sperrgebiet um Tschernobyl.

## Naturschutzgebiete
Die Sümpfe sind ein geschütztes, grenzüberschreitendes Feuchtgebiet nach der Ramsar-Konvention.
Zu den Naturschutzgebieten zählen unter anderem:
- Nationalpark Schazk in der Ukraine
- Polessisches Staatliches Radioökologisches Schutzgebiet in Belarus
- Biosphärenreservat Pripiatskoe Poles'e in Belarus mit rund 2.130 km² Fläche
- Das Sperrgebiet um Tschernobyl kann aufgrund seiner Auswirkungen de facto (starke Eingrenzung menschlicher Besiedlung, Landwirtschaft etc.) als Naturschutzgebiet gelten und wird im englischen Sprachraum auch als Paradebeispiel für den Begriff „accidental park“ bzw. „accidental nature reserve“ angesehen, auch wenn weder dieser Effekt, noch der inzwischen erhebliche Tourismus (besonders auf ukrainischer Seite), Grund der Einrichtung dieses Gebietes waren.[6][7][8][9]